# 780-789
De jaren 780-789 (van de christelijke jaartelling) zijn een decennium in de 8e eeuw.

## Belangrijke gebeurtenissen

### Frankische Rijk
- 781 : Karel de Grote kroont zijn achtjarige zoon Pepijn tot koning van Italië en zijn driejarige zoon Lodewijk de Vrome tot koning van Aquitanië.
- In 783 hervat de Saksische vorst Widukind de oorlog en weet de Franken te verslaan bij de Grotenburg, maar de Franken verslaan de Saksen daarna bij de Hase. Met steun van de Friezen kan Widukind zijn verzet ook in de winter voortzetten.
- In 785 geeft Widukind zich over en laat zich met kerst dopen te Attigny, waarbij Karel de Grote als peetoom optreedt. De paus organiseert ter gelegenheid van deze doop een groot feestmaal. Widukind houdt een positie als hertog van de Saksen.

### Arabische Rijk
- 786 : Kalief Haroen ar-Rashid van de Abbasiden komt aan de macht. Hij vertegenwoordigt het Islamitische gouden tijdperk en is vereeuwigd in de sprookjes van duizend-en-een nacht.

### Godsdienst
- 787 : Tweede Concilie van Nicea. Het concilie wordt bijeengeroepen door keizerin Irene van Byzantium en draait rond het iconoclasme.

### Kunst en cultuur
- Karolingische kunst
- Karolingische renaissance

## Heersers

### Europa
- Asturië: Silo (774-783), Mauregato (783-789), Bermudo I (789-791)
- Beieren: Tassilo III (748-788)
- Bulgaren: Kardam (777-803)
- Byzantijnse Rijk: Leo IV (775-780), Constantijn VI (780-797)
- Engeland en Wales
  - Essex: Sigeric (758-798)
  - Gwynedd: Caradog ap Meirion (ca. 754-798)
  - Kent: Ealhmund van Kent (784-785)
  - Mercia: Offa (757-796)
  - Northumbria: Ælfwald I (778-788), Osred II (789-790)
  - Wessex: Cynewulf (757-786), Beorhtric (786-802)
- Franken: Karel de Grote (768-814)
  - Aquitanië: Lupus II (768-781), Lodewijk de Vrome (781-?)
  - Neustrië: Karel de Jongere (781-811)
- Italië: Pepijn (781-810)
  - Benevento: Arechis II (758-787), Grimoald III (787-806)
  - Spoleto: Hildeprand (774-788), Winiges (789-822)
- Omajjaden (Córdoba): Abd-ar-rahman I (756-788), Hisham I (788-796)
- Saksen: Widukind (?-785)
- Venetië (doge): Maurizio Galbaio (764-787), Giovanni Galbaio (787-804)

### Azië
- Abbasiden (kalief van Bagdad): Muhammad bin Abdullah al-Mahdi (775-785), al-Hadi (785-786), Haroen ar-Rashid (786-809)
- China (Tang): Dezong (779-805)
- Iberië (Goearamiden): Stefanus III (ca. 780-786)
- India
  - Pallava: Nandivarman II (731-795)
  - Rashtrakuta: Govinda II (774-780), Dhruva Dharavarsha (780-793)
- Japan: Konin (770-781), Kammu (781-806)
- Silla (Korea): Hyegong (765-780), Seondeok (780-785), Wonseong (785-798)
- Tibet: Trisong Detsen (756-797)

### Afrika
- Idrisiden (Marokko): Idris I (788-791)
- Rustamiden (Algerije): abd al-Rahman ibn Rustam (777-784), Abd al-Wahhab (784-823)

### Religie
- paus: Adrianus I (772-795)
- patriarch van Alexandrië (Grieks): Politianus (768-813)
- patriarch van Alexandrië (koptisch): Johannes IV (776-799)
- patriarch van Antiochië (Grieks): Theodorus (751-797)
- patriarch van Antiochië (Syrisch): Georgius I (758-790)
- patriarch van Constantinopel: Nicetas (766-780), Paulus IV (780-784, Tarasius (784-806)
- imam (sjiieten): Musa ibn Ja'far (765-799)

<< · 780 · 781 · 782 · 783 · 784 · 785 · 786 · 787 · 788 · 789 · >>
<< · 700-709 · 710-719 · 720-729 · 730-739 · 740-749 · 750-759 · 760-769 · 770-779 · 780-789 · 790-799 · >>